# دعد الكيالي
دعد عبد الحي الكيّالي (1935 - 14 نوفمبر 2006) شاعرة فلسطينية.
ولدت في مدينة الرملة ونشأت بها. مجازة في الأدب الإنجليزي عام 1963. عملت مدرّسة للغة العربية، ثم الإنجليزية، ثم مترجمة في وزارة التربية الكويتيّة. تفرّغت لنشر أعمالها الأدبية بعد تقاعدها فنشرت شعرها في الصحف والمجلات. هي من مؤسّسي فرع اتحاد الكتّاب والصفحيين الفلسطينيين في الكويت. لها نحو من عشرين مجموعة شعرية بين مسرحيّات وملاحم، لم يطبع سوى ديوان واحد هو ولَم تُمطري يا غيوم 1963، ولها أيضًا سكينة الإيمان، 1954.

## سيرتها
ولدت دعد بنت عبد الحي الكيّالي سنة 1935م/ 1354 هـ في مدينة الرملة الفلسطينية من أسرة علوية شريفة. حصلت على ليسانس في الأدب الإنجليزي 1963، ودرست العلوم الإجتماعية بالجامعة الأمريكية بالقاهرة، كما درست فقه اللغة الإنجليزية والأدب الأمريكي والإنجليزي. 

نزحت إلى الأردن عملت مدرّسة للغة العربية، ثم الإنجليزية، ثم سافرت إلى العراق في أوائل الخمسينيات فالكويت وعملت مدة خمس سنوات بالترجمة في وزارة التربية الكويتية. 

هي من مؤسسي فرع اتحاد الكتاب والصحفيين الفلسطينيين في الكويت.

توفيت في الرميثية يوم 14 نوفمبر 2006/ 24 شوال 1427 عن عمر ناهز 74 عامًا بالهجرية.

## مهنتها الأدبية
نشرت شعرها ونثرها في الصحف والمجلات العربية. كتبت إلى جانب الشعر القصة القصيرة، أذيعت قصصها وأحاديثها الإذاعية من إذاعة محطة الشرق الأدنى. شاركت في العديد من الندوات والمؤتمرات والمهرجانات الشعرية في بيروت والقاهرة وبغداد والبصرة والكويت.
يتجاوز إنتاجها الشعري العشرين مجموعة شعرية، بينها ملاحم ومسرحيات شعرية، وحصلت على العديد من الجوائز الأدبية. لم يطبع منه سوى ديوان واحد ولم تمطري يا غيوم في 1969. لها أيضًا ديوان من الشعر المنثور بعنوان سكينة الإيمان، 1954.

## وصلات خارجية
- دعد الكيالي على موقع أرشيف الشارخ